# I giorni contati
(Elio Petri, 1962)
I giorni contati è un film del 1962 diretto da Elio Petri. Di carattere neorealista, la pellicola è considerata tra le massime espressioni del cinema di Petri e offre in assoluto una delle migliori interpretazioni di Salvo Randone.
Petri in qualche modo riproporrà il personaggio di Randone otto anni dopo, nel film Indagine su un cittadino al di sopra di ogni sospetto: in quel film infatti l'attore interpreta nuovamente uno "stagnaro", vittima della macchinazione del protagonista.

## Trama

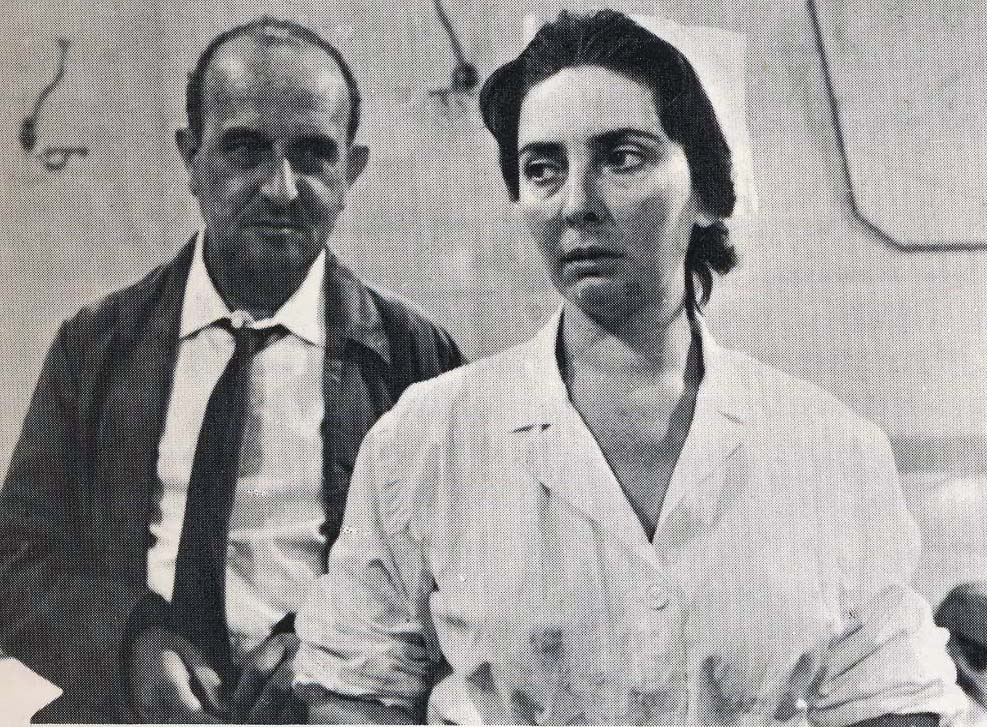
Salvo Randone e Regina Bianchi in una scena del film

Cesare, "stagnaro" (idraulico) romano cinquantatreenne, dopo la prematura scomparsa della moglie sperimenta la vera solitudine. Un giorno, sul tram, assiste alla morte per infarto di un passeggero che aveva all'incirca la sua età e ciò lo turba profondamente: lascia il suo lavoro e, ossessionato dall'idea di avere i giorni contati, decide di recuperare il tempo perduto.
Comincia così un cammino che lo porta in luoghi finora a lui negati per via del suo lavoro, come aeroporti o stabilimenti balneari; partecipa quindi a mostre d'arte e si mette alla ricerca degli affetti (Giulia, sua amante di un tempo) e dei luoghi (il paese natale) dimenticati. Ma è ormai troppo tardi: ogni tentativo di riabbracciare la giovinezza svanita si rivela fallimentare.
Privo di entrate economiche, presto Cesare esaurisce i suoi risparmi, dei quali aveva già donato una parte a una giovane conoscente perché non si prostituisse. Vaga perciò per la città ai confini della legalità – tra malavita comune e persone dedite all'accattonaggio – nell'illusione di sottrarsi alle dure leggi dell'esistenza, alle quali tuttavia è costretto ad arrendersi: non avendo il coraggio di farsi spezzare un braccio al fine di truffare una compagnia di assicurazioni, Cesare alfine si redime e torna a lavorare. Giorni dopo, assopitosi durante un viaggio di ritorno in tram, viene scosso da un controllore, ma non risponde.

## Omaggi nascosti
- Nelle prime scene del film, Cesare, sceso dal tram, osserva da fuori una persona che tenta di coprire il viso del passeggero deceduto con fogli di giornale. Uno di essi è la pagina di un quotidiano sulla quale si legge chiaramente il titolo: Come Pasolini concilia cinema e letteratura.
- Negli ultimi minuti, il protagonista cammina per una Roma affollata di sera, diretto al tram per tornare a casa. Quella sera, i quotidiani escono in edizione straordinaria titolando: «Titov è tornato a terra» e gli strilloni delle edicole si rivolgono concitati ai passanti. Elio Petri immortala così un fatto storico realmente accaduto il 7 agosto 1961: il rientro sulla Terra del cosmonauta sovietico German Stepanovič Titov.

## Giudizi della critica
A questo secondo film di Petri non sono estranei elementi autobiografici: anche il padre del regista aveva lasciato il lavoro a 50 anni.
Evidente il debito con la Nouvelle vague, ad esempio eloquentemente colto da Tullio Kezich: 
(Tullio Kezich, Il Cinema degli anni sessanta: 1962-1966)
La descrizione di uno sbandamento esistenziale, per citare le parole dello stesso Kezich, trova il sostegno della fotografia di Ennio Guarnieri, in particolare nella sovraesposizione delle riprese alla luce del giorno, con effetti di abbagliamento e insostenibilità sul protagonista (ad esempio alla discesa dal tram sul quale è morto il passeggero o agli stabilimenti balneari).
Gianni Rondolino, in uno scritto uscito all'epoca, ravvisa in quest'opera di Petri un esempio di prodotto legato al «profondo rinnovamento estetico nel cinema contemporaneo» mettendolo in relazione genericamente con il cinema d'oltralpe. Il critico lo definisce inoltre un film che «può essere considerato uno dei risultati più validi [...] di un cinema psicologico moderno, più interessato alla rappresentazione degli stati d'animo e delle idee che alla costruzione del personaggio secondo le regole classiche della drammaturgia cinematografica». Attraverso il personaggio dello stagnaro Cesare, aggiunge Rondolino, l'opera «trasporta in ambiente popolare una problematica di tipo esistenziale, incentrata sul problema della morte ricordando a volte Bergman e Antonioni, ma mantenendo [...] una personalissima autonomia di stile».
Georges Sadoul coglie nei modi in cui la storia è trattata anche un certo humour.

## Riconoscimenti
- Festival di Mar del Plata
  - Primo premio
- 1963 - Nastro d'argento
  - Miglior soggetto originale